# さらら
「さらら」は、ベッキーの3作目のシングル。2002年12月4日にフェイスレコーズから発売された。

## 概要
- 前作「伝説のスタフィー/BOY FRIEND's」から約3ヶ月でのリリース。
- 本曲はテレビ東京系アニメ『わがまま☆フェアリー ミルモでポン!』の2代目エンディングテーマとして起用され、「けちらせ！」は同アニメの2代目オープニングテーマとして起用された。
- ベッキーによれば、この曲で初めて「ちょっと“歌手活動”っぽい気がした」とのことで、この曲が話題になって、有線で人気が出るかと期待したものの、全然だったとのこと[1]。

## 収録曲
1. さらら
作詞：YUKAKO / 作曲・編曲：小野澤篤
テレビアニメ『わがまま☆フェアリー ミルモでポン!』2代目エンディングテーマ
2. けちらせ！
作詞：YUKAKO / 作曲・編曲：小野澤篤
テレビアニメ『わがまま☆フェアリー ミルモでポン!』2代目オープニングテーマ
3. さらら -Original karaoke-
4. けちらせ！ -Original Karaoke-